# LS-DYNA
LS-DYNA es un paquete de software de simulación multifísica de propósito general avanzado desarrollado por Livermore Software Technology Corporation (LSTC).
Mientras que el paquete sigue conteniendo cada vez más posibilidades para el cálculo de muchos problemas complejos del mundo real, sus orígenes y el hallazgo de las Competencias clave en un análisis altamente no lineal del método de los elementos finitos mediante la integración de tiempo explícito. LS-DYNA está siendo utilizado por las industrias del automóvil, aeroespacial, la construcción, la militar, la manufactura y la ingeniería biológica.

## Historia
LS-DYNA se originó del programa en 3D del método de los elementos finitos DYNA3D, desarrollado por el doctor John O. Hallquist en el Laboratorio Nacional Lawrence Livermore en 1976. DYNA3D fue creado con el fin de simular el impacto de la opción completa de fusión o renta variable, para el lanzamiento a baja altura de una bomba nuclear (velocidad de impacto-40 m/s). En ese momento, el software 3D no estaba disponible para simular el impacto, y el software 2D era inadecuado. Aunque la bomba del método de los elementos finitos fue finalmente cancelada, el desarrollo del DYNA3D continuó. DYNA3D utilizá la integración de tiempo explícito para estudiar los problemas dinámicos no lineales, con las aplicaciones originales que son en su mayoría, el análisis de tensión de estructuras sometidas a diversos tipos de impactos. El programa fue inicialmente muy simple en gran parte debido a la falta de recursos computacionales adecuados en el momento. Una versión de dos dimensiones del mismo software se desarrolló al mismo tiempo. En 1978, el código fuente DYNA3D fue lanzado al dominio público sin restricciones después de una petición en Francia.
En 1979 una nueva versión de DYNA3D fue lanzada al mercado,  que fue programada para un rendimiento óptimo en las supercomputadoras Cray Inc.. Esta nueva versión contenía varias mejoras. Esta versión también elimina elementos sólidos estructurales y de orden superior de la primera versión, mientras que incluye la integración del método de diferencias integral desarrollado en 1974.
La versión lanzada en 1982 incluyó nueve modelos de materiales adicionales que permitieron nuevas simulaciones, como la estructura del explosivo y las interacciones suelo-estructura. La versión también permite el análisis de la respuesta estructural debido a los proyectiles penetrantes. Las mejoras de 1982 impulsaron aún más la velocidad de ejecución en un diez por ciento. Hallquist fue el único desarrollador de DYNA3D hasta 1984, cuando fue acompañado por el doctor David J. Benson. En 1986, se añadieron muchas capacidades.
En 1987 se añadieron a DYNA3D capacidades de simulación y análisis de materiales compuestos de metal. La versión final de DYNA3D de 1988 incluyó más elementos y capacidades.
Hacia 1988 LLNL había enviado 600 cintas que contienen software de simulación. Hallquist había consultado a casi 60 empresas y organizaciones en el uso de DYNA3D. Como resultado, a finales de 1988 Livermore Software Technology Corporation (LSTC) fue fundada para continuar el desarrollo de DYNA3D de una manera mucho más centrada, lo que resultó en LS-DYNA3D (más tarde acortado a LS-DYNA). Desde entonces, LSTC ha ampliado en gran medida las capacidades de LS-DYNA en un intento para crear una herramienta universal para la mayoría de necesidades de simulación.

## Usos típicos
LS-DYNA abarca las siguientes complicaciones:
- Cambio del problema de condición de frontera (como el contacto entre partes que cambian con el tiempo).
- Grandes deformaciones (por ejemplo, el desmoronamiento de piezas de chapa metálica).
- Materiales no lineales que no exhiben comportamiento idealmente elástico (por ejemplo polímero termoplástico).

LS-DYNA también analiza eventos de corta duración donde las fuerzas de inercia son importantes, los usos incluyen:
- Accidente de automóvil (deformación del chasis, inflación del airbag, tensión del cinturón de seguridad).
- Explosiones (minas submarinas, cargas huecas...)
- Manufactura (hoja de estampado de metal).

## Características
LS-DYNA consiste en un único archivo ejecutable y utiliza comandos de línea impulsados. Por lo tanto, todo lo que se requiere para ejecutar LS-DYNA es una consola de comandos, el ejecutable, un archivo de entrada y suficiente espacio libre en el disco para ejecutar el cálculo. Todos los archivos de entrada están en formato ASCII simple y por lo tanto se pueden preparar usando cualquier editor de texto. Los archivos de entrada también se pueden preparar con la ayuda de un preprocesador gráfico. Hay muchos productos de software de terceros disponibles para pre-procesamiento de archivos de entrada LS-DYNA (por ejemplo TrueGrid). LSTC también desarrolla su propio preprocesador, LS-PrePost, que se distribuye libremente y se ejecuta sin una licencia. Los licenciatarios de LS-DYNA tienen acceso automático a todas las capacidades del programa, desde el análisis de mecánica estática lineal simple hasta uno avanzado térmicamente y un flujo de métodos de resolución. Además, tienen un uso completo de LSTC software LS-OPT, una optimización del diseño independiente y un paquete de análisis probabilístico con una interfaz LS-DYNA.

### Capacidades
Las aplicaciones de LS-DYNA son potencialmente numerosas y se pueden adaptar a muchos campos. LS-DYNA no se limita a ningún tipo particular de simulación. En una simulación dada, cualquiera de las muchas características de LS-DYNA se pueden combinar para modelar una amplia variedad de eventos físicos. Un ejemplo de una simulación que implica una combinación única de características se utilizó durante la misión Mars Pathfinder que simulaba el uso de una bolsa espacial con sondas de aire para ayudar en su aterrizaje.
La capacidad de análisis de LS-DYNA:
- Capacidades 2D Y 3D
- Dinámica no lineal
- Mecánica de sólidos rígidos
- Simulaciones cuasiestáticas
- Modo normal
- Estática lineal
- Análisis térmico
- Análisis de líquidos
- Capacidades de Euler
- ALE
- FSI
- Fluidos de Navier-Stokes
- Solucionador de fluido compresible
- Dinámica multi-cuerpo de acoplamiento
- Choque submarino
- Análisis de fallas
- Propagación de grietas
- Acústica en tiempo real
- Elástica implícita
- Acoplamiento multi-físico
- Acoplamiento estructural-térmico
- Remallado adaptivo
- SPH (Hidrodinámica de partículas suavizadas)
- DEM (Método de los elementos discretos)
- EFG (Elemento Libre Galerkin)
- Transporte de radiación
- Electromagnetismo

### Biblioteca de materiales
LS-DYNA tiene una amplia biblioteca con modelos de materiales:
- Metales
- Plásticos
- Cristal
- Espumas
- Textil
- Elastómeros
- Panal
- Hormigón y suelos
- Fluidos viscosos
- Materiales definidos por el usuario

### Biblioteca de elementos
Algunos de los tipos de elementos disponibles en LS-DYNA:
- Vigas (estándar, armaduras, discretos, cables y soldaduras) (con formulaciones de más de 10 elementos de vigas)
- Elementos discretos (resortes y amortiguadores)
- Inercias globales
- masas globales
- Acelerómetros
- sensores
- Cinturones de seguridad
  - Pretensores
  - Retractores
  - Anillos colectores
- Láminas (3, 4, 6 y 8 nodos incluyendo láminas 3D, membranas, planos de estrés en 2D, deformación plana y sólidos con simetría axial) (con formulaciones de elementos de más de 25 conchas)
- Sólidos (10 y 4 nodos de tetraedros, 6 nodos de pentaedros y 8 nodos de hexaedros (con más de 20 formulaciones de elementos sólidos)
- Hidrodinámica de partículas suavizadas (SPH)
- Depósitos gruesos (8 nodos)

### Algoritmos de contacto
Los algoritmos de contacto de LS-DYNA son:
- Contacto de cuerpo flexible
- Contactos de cuerpo flexible con el cuerpo rígido
- Cuerpo rígido al contacto de cuerpo rígido
- Contactos de borde a borde
- Erosión de contacto
- Superficies atadas
- Paredes rígidas
- Cuentas de dibujo

## Aplicaciones

### Automóviles a prueba de choques y seguridad de los ocupantes
LS-DYNA es ampliamente utilizado por la industria del automóvil para analizar los diseños de los vehículos. LS-DYNA predice con precisión el comportamiento de un coche en una colisión y los efectos de la colisión sobre los ocupantes del coche. Con LS-DYNA, las empresas automotrices y sus proveedores pueden probar diseños de coches sin tener que probar experimentalmente un prototipo, lo que ahorra tiempo y gastos.
Las características automotrices especializadas de LS-DYNA son:
- cinturones de seguridad
- Colectores
- Pretensores
- Retractores
- sensores
- acelerómetros
- airbags
- Crash test dummy
- Modelos infladores

### Estampado de chapa formado por LS-DYNA
Una de las aplicaciones más utilizadas de LS-DYNA es el estampado de chapa. LS-DYNA predice con precisión las tensiones y deformaciones experimentadas por el metal, y determina si el metal fallará. LS-DYNA apoya el remallado adaptivo y refina la malla durante el análisis, según sea necesario, para aumentar la precisión y ahorrar tiempo
Las aplicaciones de formación de metal de LS-DYNA incluyen:
- Estampado de metal
- Hidroformación
- Embutición
- Procedimientos de múltiples etapas

### Aplicaciones de la industria aeroespacial
LS-DYNA es ampliamente utilizado por la industria aeroespacial para simular el impacto de aves, lámina de contención de motor a reacción y una falla estructural.
Las aplicaciones aeroespaciales de LS-DYNA incluyen:
- Contención de la lámina
- Choques con aves
- Análisis de fallas

### Otras aplicaciones
Las otras aplicaciones que LS-DYNA incluye son:
- Prueba de caída
- Diseño de latas y contenedores de envío
- Componentes de diseño electrónico
- Formación de cristal
- Formación de plásticos, moldes y moho
- Válvulas cardíacas artificiales
- Corte de metal
- Ingeniería sísmica
- Análisis de fallas
- Equipamientos deportivos (clubes de golf, pelotas de golf, bates de béisbol, cascos)
- Ingeniería civil (Plataformas marinas, diseño de pavimento)